# Ачуч-Пачуч
Ачу́ч-Пачу́ч (арм. Աճուճ-Պաճուճ) — в армянской мифологии карлики, живущие на краю света, последняя человеческая раса перед концом мира.

## Описание
Ачуч-Пачуч являются последними представителями человечества. Согласно мифам человечество со временем эволюционирует в отвратительных карликов, ростом с игольное ушко. Связано это с деградацией поведения людей, в результате грехопадения. Ачуч-Пачуч в армянском языке также используется в качестве метафоры, обозначающей дурных или падших людей.

## Появления в популярной культуре

### Художественная литература
- Легенды Армении, Елена Чудинова[2] — повесть на фольклорной основе.
- Магия без правил[3], Кирилл Кащеев, Илона Волынская, ISBN 978-5-699-44300-0 — ачучи являются одними из персонажей рассказа.